# João de Ragusa
Ivan Stojković, mais conhecido como João de Ragusa, O.P. (Ragusa, entre 1390 e 1395 – Lausanne, 20 de outubro de 1443) foi um frei dominicano, teólogo e pseudocardeal ragusino da Igreja Católica, que foi bispo de Argeș. 

## Biografia
Entrou na Ordem Dominicana e dedicou-se à observância da regra de sua ordem e ao estudo das ciências sagradas. Em razão de sua grandes realizações em teologia, nas Escrituras e nas línguas orientais, ele foi considerado um oráculo em sua Dalmácia natal. Em 1420 tornou-se mestre em teologia na Universidade de Paris.
Em 1426 foi nomeado procurador-geral da Ordem Dominicana e passou a residir em Roma sob o Papa Martinho V. Lá ele recebeu marcas de honra e estima do papa e do Colégio dos Cardeais, e acabou nomeado como teólogo papal para o Concílio de Basileia. Ele foi, além disso, escolhido para abrir o Concílio, no lugar do cardeal Giuliano Cesarini, que estava impedido por conta de outros negócios.
Ele conduziu negociações malsucedidas em Constantinopla sobre a participação das Igrejas Orientais no Concílio entre 1435 e 1437.
Foi eleito bispo de Argeș, em 10 de outubro de 1438. Recebeu a ordenação episcopal em 8 de fevereiro de 1439.
Foi criado cardeal pelo Antipapa Félix V no Consistório de 2 de outubro de 1440, recebendo o título de cardeal-presbítero de São Sisto. Em 1442 mudou-se para Lausanne com o antipapa Félix V.
Morreu em 20 de outubro de 1443, em Lausanne. Foi enterrado no convento de Santa Maria Madelena em Lausanne, mas seu túmulo foi destruído em 1536 durante o Reforma Protestante e o convento foi demolido em 1898.